# Helicteres lhotzkyana
Helicteres lhotzkyana är en malvaväxtart som först beskrevs av Heinrich Wilhelm Schott och Endl., och fick sitt nu gällande namn av Karl Moritz Schumann. Helicteres lhotzkyana ingår i släktet Helicteres och familjen malvaväxter.

## Underarter
Arten delas in i följande underarter:
- H. l. pubinervis
- H. l. tomentosa